# Caisse nationale des barreaux français
La Caisse nationale des barreaux français (CNBF) est l'organisme de gestion des pensions de retraite des avocats.

## Historique
Jusqu'en 1938 , la gestion des retraites était assurée dans certains barreaux par des caisses de retraite et de prévoyance. Et dès 1921, ces barreaux sont autorisés à affecter le droit de plaidoirie, émolument instauré en 1807, aux besoins de ces œuvres de prévoyance. Finalement, le 27 mai 1938, est instituée un organisme fédérateur unique, la Caisse centrale des barreaux français qui devient, avec une loi du 12 janvier 1948, la Caisse nationale des barreaux français,. Depuis 1954, c'est un organisme indépendant de la Caisse nationale d'assurance vieillesse des professions libérales (CNAVPL).
Le mode de cotisation est spécifique à cette activité d'avocat : en effet, aux cotisations des avocats sur les revenus professionnels s'ajoute ce droit de plaidoirie, cotisation financière payée cette fois par les clients des avocats, pour chaque audience de plaidoirie, sauf certains contentieux (Conseil de prud'hommes, Sécurité sociale, procédures d'urgence, etc.). Ce double apport au régime de retraite spécifique rend celui-ci bénéficiaire, d'autant que le ratio démographique entre actifs et retraités est, en ce début de XXIe siècle, favorable dans cette profession,,.
En 2019, des avocats participent aux manifestations contre la réforme de la retraite et organisent une grève. Ces avocats craignent que cette réforme entraîne la disparition de cette caisse nationale des barreaux (CNBF). Lors de la réforme des retraites en France en 2013-2014, la question de ces spécificités s'était déjà posée, mais une délégation composée du président de la Caisse nationale des barreaux français (CNBF), Pierre-Jacques Castanet, de membres du Conseil national des barreaux (CNB), de l'Ordre des avocats de Paris, de la Conférence des bâtonniers et de l’Association nationale des avocats honoraires des barreaux français (ANAH), avait négocié directement, avec le ministère des Affaires sociales, le maintien de la CNBF, assorti de quelques aménagements.

## Périmètre d'action
La CNBF gère à la fois le régime de base et le régime complémentaire, qui sont tous deux obligatoires.
Pour un nombre de cotisants d'environ 67 720, en 2018, le nombre de bénéficiaires de ces régimes de retraite est d'environ 16 540.